# 阿卜杜勒·拉赫曼·巴达维
阿卜杜勒·拉赫曼·巴达维（阿拉伯语：‎，1917年2月17日—2002年7月25日）是埃及存在主义哲学家、哲学教授和诗人。他被称为“阿拉伯存在主义的首要大师”。他一生共创作150多部作品，其中有75部为百科全书。他熟练掌握阿拉伯语、英语、西班牙语、法语、德语和意大利语，并能阅读希腊语、拉丁语和波斯语。

## 生平
巴达维出生于沙拉巴斯村的一个富裕家庭，在开罗的赛迪亚学校接受教育。1938年他毕业于埃及大学哲学系，获一等学位，并在亚历山大·柯瓦雷的指导下完成博士论文。
1950年到1956年间，巴达维在艾因夏姆斯大学任教。他曾加入埃及宪法起草委员会，期间与纳赛尔发生冲突，后来纳赛尔于1956年解散了该委员会。1956年至1958年，他在瑞士担任文化参赞，称那里的外交官“无知而虚伪”。
1967年，巴达维离开纳赛尔统治下的埃及，来到索邦大学教书，他把这一行为比作“逃离大监狱”。然而在1973年，独裁者穆阿迈尔·卡扎菲访问索邦大学时，却因与巴达维的学生观点不同而将巴达维监禁，其个人图书馆也被公开焚烧。这标志着巴达维在索邦大学教授生涯的终结。17天后，巴达维在安瓦尔·萨达特（阿拉伯语：‎）的帮助下被释放。
1975年至1982年巴达维在科威特大学任教。